# Vanuatu na Letních olympijských hrách 2008
Vanuatu se účastnilo Letní olympiády 2008. Zastupovali ho 3 sportovci (1 muž a 2 ženy) ve 2 sportech. Byla to 6. účast této země na olympijských hrách. Vanuatu nevybojovalo žádnou medaili.

## Seznam všech zúčastněných sportovců
| Číslo | Jméno          | Pohlaví | Věk | Sport        |
| ----- | -------------- | ------- | --- | ------------ |
| 1     | Moses Kamut    | Muž     | 26  | Atletika     |
| 2     | Elis Lapenmal  | Žena    | 20  | Atletika     |
| 3     | Priscila Tommy | Žena    | 17  | Stolní tenis |